# Зизифора головчатая
Зизифо́ра голо́вчатая (лат. Ziziphóra capitáta) — вид растений рода Зизифора (Ziziphora) семейства Яснотковые (Lamiaceae).

## Ботаническое описание
Однолетнее растение высотой 5—15 см.
Стебель коленчато-изогнутый, восходящий, густо опушённый мелкими, отогнутыми вниз волосками.
Стеблевые листья в количестве 3—4 пар, коротко-черешковые, яйцевидные или продолговато-яйцевидные, у основания клиновидные, цельнокрайные. Прицветные листья крупные и очень широкие, ромбически яйцевидные, внизу широко клиновидные или округлённые, резко суженные в короткий широкий черешок.
Соцветие приплюснуто-головчатое. Цветки лиловые. Чашечка длинно и узкоцилиндрическая, оттопыренно-щетинистоволосистая, зубцы её короткие, линейно-ланцетные, сходящиеся; трубка венчика длинная и тонкая, выдающаяся из чашечки.
Плоды — орешки, продолговато-яйцевидные, тёмно-коричневые, матовые.
Цветёт в мае—августе. Плоды созревают в июле—августе.

## Распространение и экология
Встречается в европейской части России, на Кавказе, в Средней Азии.
Растёт на степных и каменистых склонах, заброшенных полях.

## Значение и применение
Растение содержит эфирное масло (0,8—1,1 %), представляющее собой бесцветную жидкость с мятным запахом, но без холодящего вкуса. Основная часть масла — пулегон (50—65 %), кроме того, установлено присутствие α-пинена, ментола. Эфирное масло находит применение в парфюмерной промышленности для отдушки мыла, зубных порошков и паст. Используется как источник пулегона, дающего при восстановлении нужный для медицины и парфюмерной промышленности ментол.
Плоды и эфирное масло используют при приготовлении соусов к бараньему мясу, добавляют в различные смеси пряностей, в овощные супы и к блюдам из сыра.
Ценный медонос.

## Классификация
Вид Зизифора головчатая входит в род Зизифора (Ziziphora) подсемейство Котовниковые (Nepetoideae) семейства Яснотковые (Lamiaceae) порядка Ясноткоцветные (Lamiales).
|  |                                      |  |                                                             |                                                             |                      |  | ещё 14 семейств (согласно Системе APG II) | ещё 14 семейств (согласно Системе APG II) |                           |  |  |  | ещё более 80 родов | ещё более 80 родов      |  |  |
|  |                                      |  |                                                             |                                                             |                      |  | ещё 14 семейств (согласно Системе APG II) | ещё 14 семейств (согласно Системе APG II) |                           |  |  |  | ещё более 80 родов | ещё более 80 родов      |  |  |
|  |                                      |  |                                                             | порядок Ясноткоцветные                                      |                      |  |                                           |                                           | подсемейство Котовниковые |  |  |  |                    | вид Зизифора головчатая |  |  |
|  |                                      |  |                                                             | порядок Ясноткоцветные                                      |                      |  |                                           |                                           | подсемейство Котовниковые |  |  |  |                    | вид Зизифора головчатая |  |  |
|  | отдел Цветковые, или Покрытосеменные |  |                                                             |                                                             | семейство Яснотковые |  |                                           |                                           | род Зизифора              |  |  |  |                    |                         |  |  |
|  | отдел Цветковые, или Покрытосеменные |  |                                                             |                                                             |                      |  |                                           |                                           |                           |  |  |  |                    |                         |  |  |
|  |                                      |  | ещё 44 порядка цветковых растений (согласно Системе APG II) | ещё 44 порядка цветковых растений (согласно Системе APG II) |                      |  |                                           | еще 7 подсемейств                         | еще 7 подсемейств         |  |  |  | ещё около 8 видов  |                         |  |  |
|  |                                      |  |                                                             | ещё 44 порядка цветковых растений (согласно Системе APG II) |                      |  |                                           |                                           | еще 7 подсемейств         |  |  |  |                    |                         |  |  |